# Karate-Weltmeisterschaften 1975
Die dritten Karate-Weltmeisterschaften wurden 1975 im Queen Mary Hyatt Hotel in Long Beach in den USA ausgetragen; weiter wurde nur in einer Gewichtsklasse gekämpft. 

## Wettbewerbe und Medaillen
| Disziplin | Gold                   | Silber              | Bronze       |
| --------- | ---------------------- | ------------------- | ------------ |
| Einzel    | Kazusada Murakami      | Junichiro Hamaguchi | Pedro Rivera |
| Team      | Vereinigtes Königreich | Japan               | Niederlande  |

## Medaillenspiegel
| Rang  | Land                    | Gold | Silber | Bronze | Gesamt |
| ----- | ----------------------- | ---- | ------ | ------ | ------ |
| 1     | Japan                   | 1    | 2      | 0      | 3      |
| 2     | Vereinigtes Königreich  | 1    | 0      | 0      | 1      |
| 3     | Dominikanische Republik | 0    | 0      | 1      | 1      |
| 3     | Niederlande             | 0    | 0      | 1      | 1      |
| Total | Total                   | 2    | 2      | 2      | 6      |